# Ninian Smart
Pour les articles homonymes, voir Smart (homonymie).
Roderick Ninian Smart est un philosophe britannique né le 6 mai 1927 à Cambridge et mort le 9 janvier 2001 à Lancastre. Il fait ses études en Écosse, et à dix huit ans, il est enrôlé pendant la Deuxième Guerre mondiale. Il apprend à parler le chinois en lisant Confucius. Il expérimente un deuxième contact avec la culture étrangère en étant envoyé au Sri Lanka où il apprend la religion bouddhiste.
Il se marie en 1954 avec Lubishka Baruffaldi et a deux fils et deux filles.

## Parcours universitaire
Il fait des études de philosophie à Oxford et étudie le sanskrit et la langue des écritures bouddhistes à l'université Yale. 
Il donne des cours d'histoire et de philosophie de la religion à l'université de Londres de 1956 à 1961.
Professeur de théologie à l'université de Birmingham de 1961 à 1966. Professeur des études religieuses à l'université de Lancastre (1967-1982), professeur émérite 1982-1989. Professeur à l'université d'Édimbourg (1979-1980). Professeur à l'université de Californie à Santa Barbara (1976-1988). J.F. Rowny Professeur des études religieuses (1988-1998)(professeur émérite).

## L'approche multidimensionnelle de la religion
Ninian Smart rappelle que la religion ne signifie par nécessairement croyance en un dieu, au divin.
Il adopte une approche phénoménologique pour comprendre et expliquer la religion, le religieux et distingue alors sept dimensions qui caractérisent la religion qui permettent de montrer les points communs et les différences entre les religions. 
Ces dimensions définissent les domaines généraux de la religion et les manifestations de celle-ci. On peut dire qu'il nous propose une étude de l'homme, de l'expérience humaine en parallèle du phénomène religieux. 

### La dimension expérimentale
Cela peut aller de simples révélations, à l'illumination; comprend aussi les visions, les transes et de façon plus modestes le simple fait d'éprouver des émotions pendant la messe ou en pensant au divin. 

### La dimension mythique ou narrative
Les religions ont une histoire, avec des légendes, des récits des personnages, des prédictions. 

### La dimension doctrinale, philosophique
Elle correspond aux écrits officiels auxquels se réfèrent les pratiquants. 
Il ne faut pas penser que la doctrine précède le mythe de la religion. En effet, la doctrine du christianisme est postérieure au récit de la vie de Jésus et les rituels que pratiquaient Jésus et ses disciples.

### La dimension éthique, légale
Les dix commandements illustrent bien le concept : il s'agit des lois, des codes moraux que doivent suivre et respecter chaque membre de la religion. 

### La dimension rituelle ou pratique
Ce sont toutes les cérémonies religieuses pratiquées. 
Exemple : l'Eucharistie, le baptême, prières, les vacances religieuses (Pâques, etc.)…

### La dimension artistique, matérielle
Ce sont les monuments sacrés érigés en l'honneur des  divinités ou des centres religieux : des mosquées, la Kaaba, les statues de Zeus… toute représentation du divin. Cette dimension comprend aussi les territoires sacrés (montagne sacrée, les obélisques, Stonehenge…) 

### La dimension organisationnelle
Elle comprend les centres religieux, les institutions selon lesquelles la religion est organisée. 
Ces deux dernières dimensions sont distinctes des cinq autres car elles sont des manifestations matérielles de la religion alors que les autres sont purement abstraites, intérieures. 
Après une bonne réflexion sur ces dimensions, on constate qu'elles sont liées entre elles d'une part, et d'autre part, elles prouvent que les religions sont différentes par leurs expressions personnelles.